# Kristína Lapinová
Kristína Lapinová (1983) es una deportista eslovaca que compitió en duatlón.
Ganó una medalla en el Campeonato Mundial de Duatlón Campo a Través de 2024 y cuatro medallas en el Campeonato Europeo de Duatlón Campo a Través entre los años 2016 y 2023.

## Palmarés internacional
| Campeonato Mundial | Campeonato Mundial      | Campeonato Mundial | Campeonato Mundial |
| Año                | Lugar                   | Medalla            | Prueba             |
| ------------------ | ----------------------- | ------------------ | ------------------ |
| 2024               | Townsville (Australia)  | Medalla de plata   | Individual         |
| Campeonato Europeo |                         |                    |                    |
| Año                | Lugar                   | Medalla            | Prueba             |
| 2016               | Târgu Mureș (Rumania)   | Medalla de plata   | Individual         |
| 2017               | Târgu Mureș (Rumania)   | Medalla de bronce  | Individual         |
| 2018               | Ibiza (España)          | Medalla de oro     | Individual         |
| 2023               | Riva del Garda (Italia) | Medalla de bronce  | Individual         |